# HMS Flora (1761)
HMS Flora (1761) — 32-пушечный фрегат 5 ранга Королевского флота, бывший французский Vestale. Первый британский корабль, названный в честь мифологической Флоры.

## Постройка
Заложен в сентябре 1755 года. Спущен на воду в марте 1756 года в Гавре. Достроен в июле.

## Служба

### Семилетняя война
Вошел в состав французского флота в июле 1756 года; участвовал в Семилетней войне; подробностей нет.
1761 — 8 января захвачен HMS Unicorn в районе мыса Пенмарк; закуплен флотом в Плимуте (приказом Адмиралтейства от 16 февраля); приказом от 10 апреля присвоено название HMS Flora; 18 июня−24 октября ремонт и оснащение в Плимуте; вступил в строй в июле, капитан Гамалиель Найтингейл (англ. Gamaliel Nightingale); назначен во Флот Канала, затем в Даунс.
1763 — выведен в резерв и рассчитан; 24 февраля обследован, записей о ремонте нет.

### Межвоенный период
1770 — 20 февраля обследован; октябрь, капитальный ремонт на частной верфи Thomas Wells & Co в Дептфорде по сентябрь 1771 года.
1771 — введен в строй в январе в связи с Фолклендским кризисом, капитан Чарльз Секстон (англ. Charles Sexton); служил в Канале; декабрь, оснащение в Дептфорде.
1772 — капитан Джордж Кольер; 2 июня ушёл в Кронштадт, имея на борту нового британского посла в России.
1773 — февраль, выведен в резерв и рассчитан.

### Американская революционная война
Участвовал в Американской революционной войне.
1775 — ноябрь, оснащение в Чатеме для заморской службы, по март 1776 года; декабрь, введен в строй, капитан Джон Брисбен (англ. John Brisbane).
1776 — 29 апреля ушёл в Северную Америку.
1777 — 8 июля совместно с HMS Rainbow отбил Fox.
1778 — был при Ньюпорте; 8 августа вместе с 3 другими фрегатами подожжен и затоплен в заливе Наррагансет, во избежание французского плена. Команда сошла на берег и добралась до Ньюпорта.
Позже поднят американцами, отремонтирован и продан французам.
Во французском флоте назывался La Flore Americaine.

### Французские революционные войны
1798 — отбит британцами, но в Королевском флоте не служил; продан.
В полдень 7 сентября британский 38-пушечный фрегат HMS Phaëton, капитан Роберт Стопфорд, и 44-пушечный HMS Anson, капитан Филипп Чарльз Дерхэм (англ. Philip Charles Durham), крейсируя у устья Жиронды, обнаружили, и после 24-часовой погони взяли французский 32-пушечный фрегат Flore, за 8 дней до этого вышедший в крейсерство из Бордо.
Хотя капитан Стопфорд в своем письме называет Flore фрегатом, представляется, что в момент захвата он был корсаром. Ранее, однако, он входил в республиканский Национальный флот, а до этого флот «Старого режима», из которого, вероятно за возраст и малые размеры, был исключен по наступлении мира в 1783 году.